# 邱小刚
邱小刚（1964年—），中國作家，笔名刀尔登，曾用网名三七。

## 经历
邱小刚，1964年出生于沈阳，70年代中期随家迁往石家庄，1982年以河北省文科第一名的成绩考入北京大学中文系。1986年北大毕业后回石家庄，任职于河北省社科院，90年代末进入河北日报社下的《杂文报》当编辑，三年后离开。早年以网名“三七”活跃于中青论坛，离开报社后开始给杂志写文章。出版作品有杂文集《玻璃屋顶》、《中国好人》、《旧山河》、《不必读书目》，小说《七日谈》，与人合作编著有《美语新词及名物词典》。长期供稿与《新世纪周刊》、《瞭望东方周刊》等。

### 笔名的来历
刀尔登是地名。根据《南方人物周刊》2011年11月的报道，1969年，邱小刚父母携带一家老小下放到辽宁凌源县的一个山村，离那里不远，另有个镇子叫刀尔登，“本来是要去另一个村子的，姥姥的一个舍不得扔的箱子横架在驴背上，通不过山路。于是一家人借宿当地，一住便是好几年。”
在2009年2月接受河北青年报采访时他说：“都是随便起的，包括前面的三七。刀尔登是辽宁省的一个小地方，我曾经在那附近生活过8年，实际上我并没去过刀尔登，但离它很近，而且一直很向往这个有着奇怪名字的地方。我的笔名不算少，一旦写出特别满意的文章就会用真名，但到现在也没机会用。”

### 在北大中文系
邱小刚是以河北省文科第一名的成绩考进北大的，但最不愿人提及此，用好友缪哲的话说：“记得我那一年高考，刀兄夺了鄙省的魁元；惟这一经历，成了他 “平生最大的不体面事”，人说必掩耳。盖刀兄的性格，是羞与人争的——而高考无非争竞而已。”
同学范伟在《那些人》里写：“大学时代的邱，高瘦、苍白、神经质，样子像青年堂吉诃德，比他的实际状况看上去要文弱一些。他是校园玩家。凡是能聚众玩的事儿他都能来一手。”
据缪哲讲述，邱小刚差点不能毕业。“当年，中文系教授李思孝主讲《马列文论》，他一次都没去听过，当然不认识教授本人。等到考试交作业时，他来到系主任办公室，迎面撞上李思孝，他跑上前询问：请问李教授在哪屋，我来交作业。这门课被打上不及格。补考那天，恰好北大一帮学生抗议日本首相中曾根参拜靖国神社，没把补考放在心上的他，跟着一起凑热闹去了。这一下，李思孝急了，不给他学分，让他重修。最终是系主任严家炎先生出面，让他再次补考，比别人晚拿到毕业证。”
邱回应记者：“我觉得老师讲课太慢。有那么几节课的时间，我可以看完一本书，或者好几本书。”

### 毕业回石家庄
1986年，邱小刚选择回到石家庄，“因为它不用付出代价，比较省事。我怕麻烦。”缪哲论起当年，“那时毕业，最好是进人民文学出版社、《收获》杂志，其次是进新闻机构。如果分到政府机构，反觉不公。一听说要进机关工作，他负气地要求回到石家庄。”一番折腾后，刀尔登到了河北社科院。进院头天，科研处开会将他借去帮忙，一借便不还了。他待在该所七八年，后又调入文学所。
邱小刚的一个大学同学“五柒柒”曾写文章回忆说，“毕业分配，不少外地同学为了留京，纷纷去班主任家求情。三七和WC同学曾被班主任双双定性自由化典型被批斗N次，于是三七早早劝WC考个研究生，而他则准备卖掉全部家当背着小军挎回老家。最后时刻，班主任托人给三七带话，暗示他若低头登门，不是没有留京的可能。三七不应，告诉WC：“老子就是不给丫这种心理享受！” ”
邱小刚日后对采访他的媒体表示自己非常喜欢社科院，周围人待他不错，工作闲散，生活主要是看书，但是渐渐心生烦躁和疑问：“未知的东西变得越来越少。”

### 在《杂文报》
1990年代末，范伟与缪哲去河北日报社旗下的《杂文报》任职，向邱小刚招手，“就等你了，快来吧。”邱在那里当了3年编辑，“一周去一次单位。拿起投稿，一目十行速作判断，边看边扔进废纸篓”，剩余时间打牌、喝酒。不过，“报纸办得还挺好”。到2001年，“调来一位领导，要求我们坐班。我们执意不从，于是下发通知，要我们调离。”

## 朋友的评价
- “刀兄的文字，则是出乎其时代的。他的名词有确义，动词能使转，小品词的淡妆，更弥增其颜色；至若句式，则如顽童甩的鞭子，波折而流转。故刀兄的友人们——包括我自己，都素重其文，称是“文明堕落的一阻力”。（缪哲）[4]

- “他是个人主义者，不认同任何团体、任何种族、任何文化上的归属。他也是一个无政府主义者，有自己的一套政治态度与社会观。”（缪哲）[1]

- “从那时候（编注：指上大学的时候）到现在，邱一直对平庸的人和事没有耐心。”（严勇）[5]

- “以他的才华来看，他可以在主流社会中有发展。他现在却是个无业的人，写文章也不拼命。但起码有一点，他不爱混这个社会。要在这个社会立足，你真的得放下太多内心的清高、纯真。他把这个已经看得很明白了。”（《新世纪周刊》文化编辑徐晓）[1]

## 自我描述
- “不适合集体行动，不舒服不自在。一旦有机会影响别人吧，却没有那种道德或理性上的自信。”[1]
- “我是个很极端的人，但是懂得克制，这是自我搏斗的结果。”[6]
- “我怕麻烦。”

## 语录
- “……（西塞罗、蒙田这些千百年前的作家）理性独自地处理个人的和人类共同的经验，像农夫早起荷锄，穿过晨雾，面对一大片荒地，他们的工作结果有新鲜的香气。不像今天大学里教授的知识和经验，都煮熟了。知识应该是根据自己的经验得到，这才有乐趣。”[6]

- “道德下降的第一个迹象，就是不关心事实。”（《中国好人》）